# Cerro Aymara
Der Cerro Aymara (spanisch) ist ein Hügel auf der Livingston-Insel im Archipel der Südlichen Shetlandinseln. Am Kap Shirreff, dem nördlichen Ende der Johannes-Paul-II.-Halbinsel, ragt er nordöstlich des Lago Oculto und ostsüdöstlich des Cerro Pehuenche auf.
Wissenschaftler der 45. Chilenischen Antarktisexpedition (1990–1991) benannten ihn nach dem Volk der Aymara im Norden Chiles.